# Мадаліна Береш
Мадаліна Береш (рум. Mădălina Bereș, нар. 3 липня 1993) — румунська веслувальниця, бронзова призерка Олімпійських ігор 2016 року. Старша сестра веслувальниці Амалії Береш.

## Виступи на Олімпіадах
| Олімпіада           | Дисципліна | Місце |
| ------------------- | ---------- | ----- |
| Лондон 2012         | двійки     | 9     |
| Ріо-де-Жанейро 2016 | вісімка    | 3     |
| Токіо 2020          | вісімка    | 6     |

## Зовнішні посилання
- Мадаліна Береш — олімпійська статистика на сайті Sports-Reference.com (англ.) (архівна версія)

1. ↑  Madalina Beres